# Alniphyllum eberhardtii
Alniphyllum eberhardtii är en storaxväxtart som beskrevs av Jean Baptiste Antoine Guillemin. Alniphyllum eberhardtii ingår i släktet Alniphyllum och familjen storaxväxter. Inga underarter finns listade i Catalogue of Life.